# Prichard, Alabama
Prichard är en stad (city) i Mobile County, i delstaten Alabama, USA. Enligt United States Census Bureau har staden en folkmängd på 22 637 invånare (2011) och en landarea på 65,5 km².